# Éric Raoult
Éric Raoult (ur. 19 czerwca 1955 w Paryżu, zm. 16 kwietnia 2021 w Saint-Denis) – francuski polityk i samorządowiec, były minister i parlamentarzysta.

## Życiorys
Ukończył w 1976 studia z zakresu nauk politycznych i ekonomicznych. Pod koniec lat 70. zaangażował się w działalność gaullistowskiego Zgromadzenia na rzecz Republiki. Był współpracownikiem posłów tego ugrupowania.
W 1981 bez powodzenia wystartował w wyborach parlamentarnych. Dwa lata później został zastępcą mera Le Raincy, stanowisko to zajmował do 1995. Od 1986 do 1995 sprawował mandat posła do Zgromadzenia Narodowego. Od 1993 był wiceprzewodniczącym niższej izby parlamentu. W latach 1992–1998 zasiadał w radzie regionu Île-de-France. Od czerwca 1995 do kwietnia 2014 nieprzerwanie pełnił funkcję burmistrza Le Raincy.
Od maja do listopada 1995 sprawował urząd ministra ds. integracji i przeciwdziałania wykluczeniom w rządzie Alaina Juppé. Następnie do 2 czerwca 1997 był ministrem delegowanym ds. rozwoju terytoriów i integracji w drugim gabinecie tego samego premiera.
W 2002 powrócił do Zgromadzenia Narodowego. W XII kadencji do 2007 pełnił funkcję wiceprzewodniczącego izby. Przystąpił też wraz z RPR do Unii na rzecz Ruchu Ludowego. W 2005 w związku z zamieszkami w zarządzanej przez niego miejscowości wprowadzono godzinę policyjną (pierwszą w kraju w związku z tymi zamieszkami). W 2007 Éric Raoult po raz kolejny został deputowanym, w 2008 uzyskał też reelekcję w wyborach miejskich. W wyborach parlamentarnych w 2012 nie został ponownie wybrany do parlamentu.